# 颶風大衛
颶風大衛是極為致命的佛得角型颶風，1979年8月在多米尼加共和國造成了巨大損失，並且是有史以來登陸該國的最強烈的颶風，達到薩菲爾-辛普森颶風等級的第5級。為1979年大西洋颶風季節的第4個熱帶氣旋，第2個颶風和第1個大型颶風，在8月下旬至9月初橫穿背風群島，大安的列斯群島和美國東海岸。自1966年因內斯颶風以來，颶風大衛是第一個影響小安的列斯群島的颶風。同時，颶風大衛也是在20世紀唯一以5級強度，登陸多米尼加共和國的颶風。造成的死亡人數是自1930年多米尼加共和國聖澤農颶風以來最致命，造成2,000多人喪生。此外，大衛也是自1834年帕德里·魯茲颶風以來襲擊多米尼加最致命的熱帶氣旋，造成200多人死亡。

## 影響
| 地區             | 死亡  | 損失    | Ref         |
| ---------------- | ----- | ------- | ----------- |
| 多米尼加         | 56    |         | [ 2 ]       |
| 馬提尼克島       | 0     | $5000萬 | [ 2 ] [ 3 ] |
| 瓜德羅普島       | 0     | $1億    | [ 3 ]       |
| 波多黎各（美國） | 7     | $7000萬 | [ 2 ]       |
| 多明尼加共和國   | 2,000 | $10億   | [ 2 ]       |
| 美國本土         | 15    | $3.2億  | [ 2 ]       |
| 總計:            | 2069  | $15.4億 |             |